# Supremo Tribunal Administrativo (Portugal)
Em Portugal, o Supremo Tribunal Administrativo, segundo a Constituição de 1976, é o órgão de cúpula da hierarquia dos tribunais administrativos e fiscais, aos quais compete o julgamento de litígios emergentes das relações jurídicas administrativas e fiscais. 
O Supremo Tribunal Administrativo funciona em plenário e por secções (a Secção de Contencioso Administrativo e a Secção de Contencioso Tributário), funcionando as últimas em formação de três juízes ou em pleno.
A sua sede situa-se em Lisboa e tem jurisdição sobre todo o território nacional.

## Secção de Contencioso Administrativo

### Competências

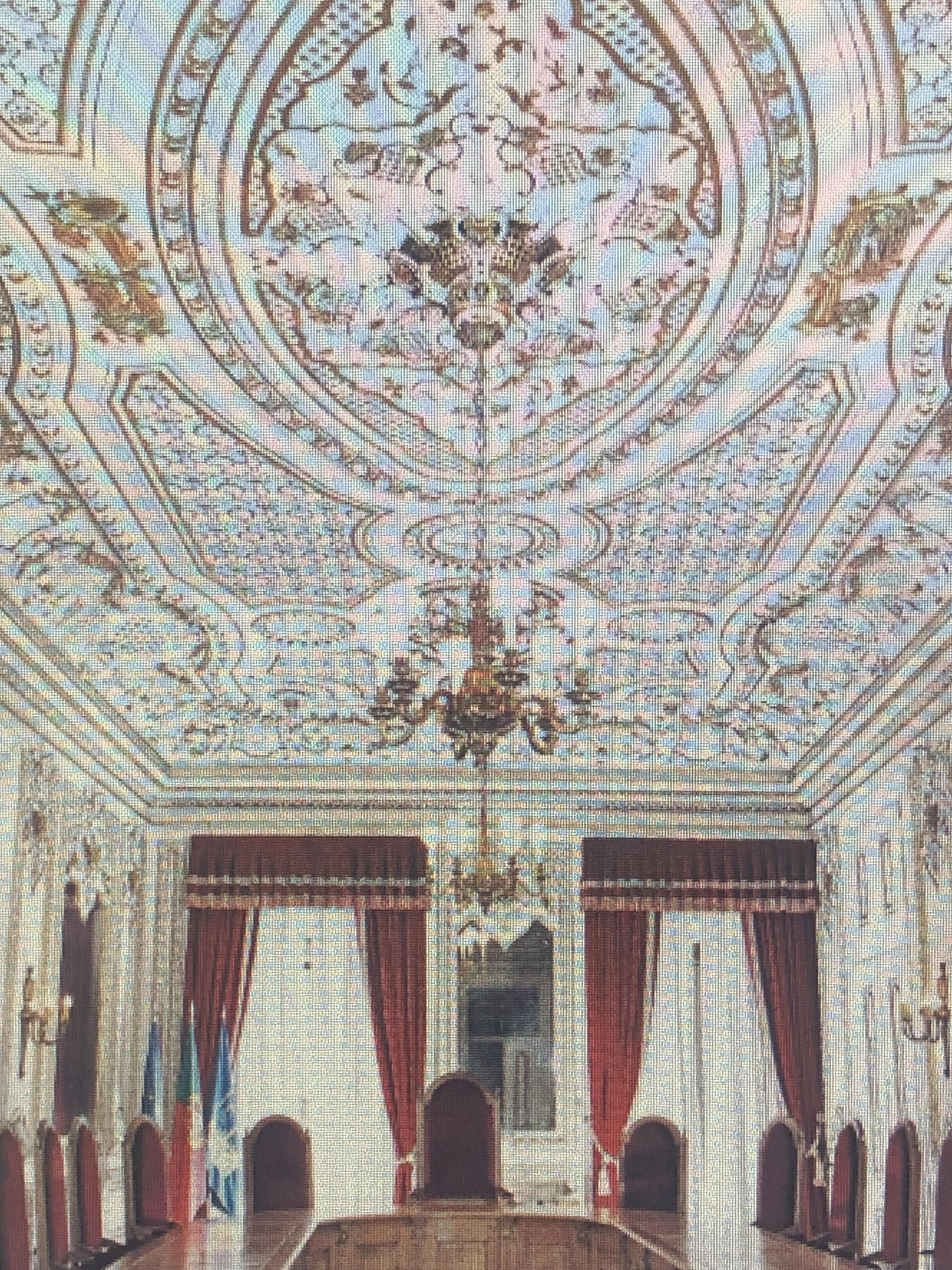
Salão Nobre do STA

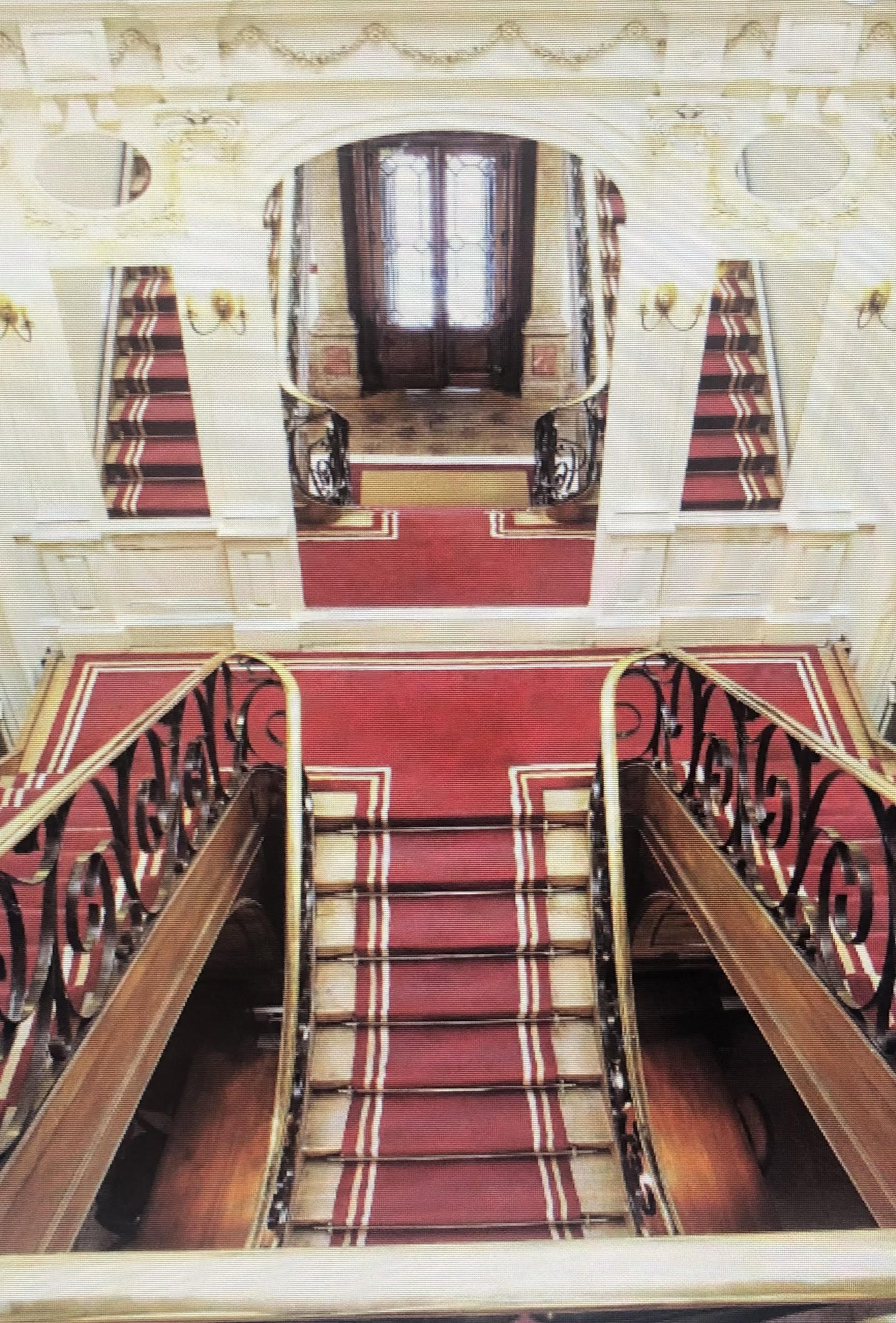
Escadaria de entrada no edifício

Compete à Secção de Contencioso Administrativo conhecer:
a) Dos processos em matéria administrativa relativos a ações ou omissões das seguintes entidades:
i) Presidente da República;
ii) Assembleia da República e seu Presidente;
iii) Conselho de Ministros;
iv) Primeiro-Ministro;
v) Tribunal Constitucional, Supremo Tribunal Administrativo, Tribunal de Contas, Tribunais Centrais Administrativos, assim como dos respetivos Presidentes;
vi) Conselho Superior de Defesa Nacional;
vii) Conselho Superior dos Tribunais Administrativos e Fiscais e seu Presidente;
viii) Procurador-Geral da República;
ix) Conselho Superior do Ministério Público;
b) Dos processos relativos a eleições previstas nesta lei;
c) Dos pedidos de adoção de providências cautelares relativos a processos da sua competência;
d) Dos pedidos relativos à execução das suas decisões;
e) Dos pedidos cumulados nos processos referidos na alínea a);
f) Das ações de regresso, fundadas em responsabilidade por danos resultantes do exercício das suas funções, propostas contra juízes do Supremo Tribunal Administrativo e dos tribunais centrais administrativos e magistrados do Ministério Público que exerçam funções junto destes tribunais, ou equiparados;
g) Dos recursos dos acórdãos que aos tribunais centrais administrativos caiba proferir em primeiro grau de jurisdição;
i) De outros processos cuja apreciação lhe seja deferida por lei., entre outros, dos processos em matéria administrativa relativos a ações ou omissões de várias entidades da República Portuguesa (e.g. Presidente da República e Primeiro-Ministro); dos pedidos de adoção de providências cautelares relativos a processos da sua competência; e dos recursos dos acórdãos que aos tribunais centrais administrativos caiba proferir em primeiro grau de jurisdição.
Compete ainda à Secção de Contencioso Administrativo do Supremo Tribunal Administrativo conhecer dos recursos de revista sobre matéria de direito interpostos de acórdãos da Secção de Contencioso Administrativo dos tribunais centrais administrativos e de decisões dos tribunais administrativos de círculo.

### Pleno da Secção de Contencioso Administrativo
Por sua vez, compete ao pleno da Secção de Contencioso Administrativo conhecer dos recursos de acórdãos proferidos pela Secção em 1.º grau de jurisdição e dos recursos para uniformização de jurisprudência. Compete ainda ao pleno da Secção de Contencioso Administrativo do Supremo Tribunal Administrativo pronunciar-se, nos termos estabelecidos na lei de processo, relativamente ao sentido em que deve ser resolvida, por um tribunal administrativo de círculo, questão de direito nova que suscite dificuldades sérias e se possa vir a colocar noutros litígios.

## Secção de Contencioso Tributário

### Competências
Compete à Secção de Contencioso Tributário do Supremo Tribunal Administrativo conhecer:
a) Dos recursos dos acórdãos da Secção de Contencioso Tributário dos tribunais centrais administrativos, proferidos em 1.º grau de jurisdição;
b) Dos recursos interpostos de decisões de mérito dos tribunais tributários, com exclusivo fundamento em matéria de direito;
c) Dos recursos de atos administrativos do Conselho de Ministros respeitantes a questões fiscais;
d) Dos requerimentos de adoção de providências cautelares respeitantes a processos da sua competência;
e) Dos pedidos relativos à execução das suas decisões;
f) Dos pedidos de produção antecipada de prova, formulados em processo nela pendente;
h) De outras matérias que lhe sejam deferidas por lei.

### Pleno da Secção de Contencioso Tributário
Compete ao pleno da Secção de Contencioso Tributário conhecer dos recursos de acórdãos proferidos pela Secção em 1.º grau de jurisdição e dos recursos para uniformização de jurisprudência. Compete ainda ao pleno da Secção de Contencioso Tributário do Supremo Tribunal Administrativo pronunciar-se, nos termos estabelecidos na lei de processo, relativamente ao sentido em que deve ser resolvida, por um tribunal tributário, questão de direito nova que suscite dificuldades sérias e se possa vir a colocar noutros litígios.

## Plenário

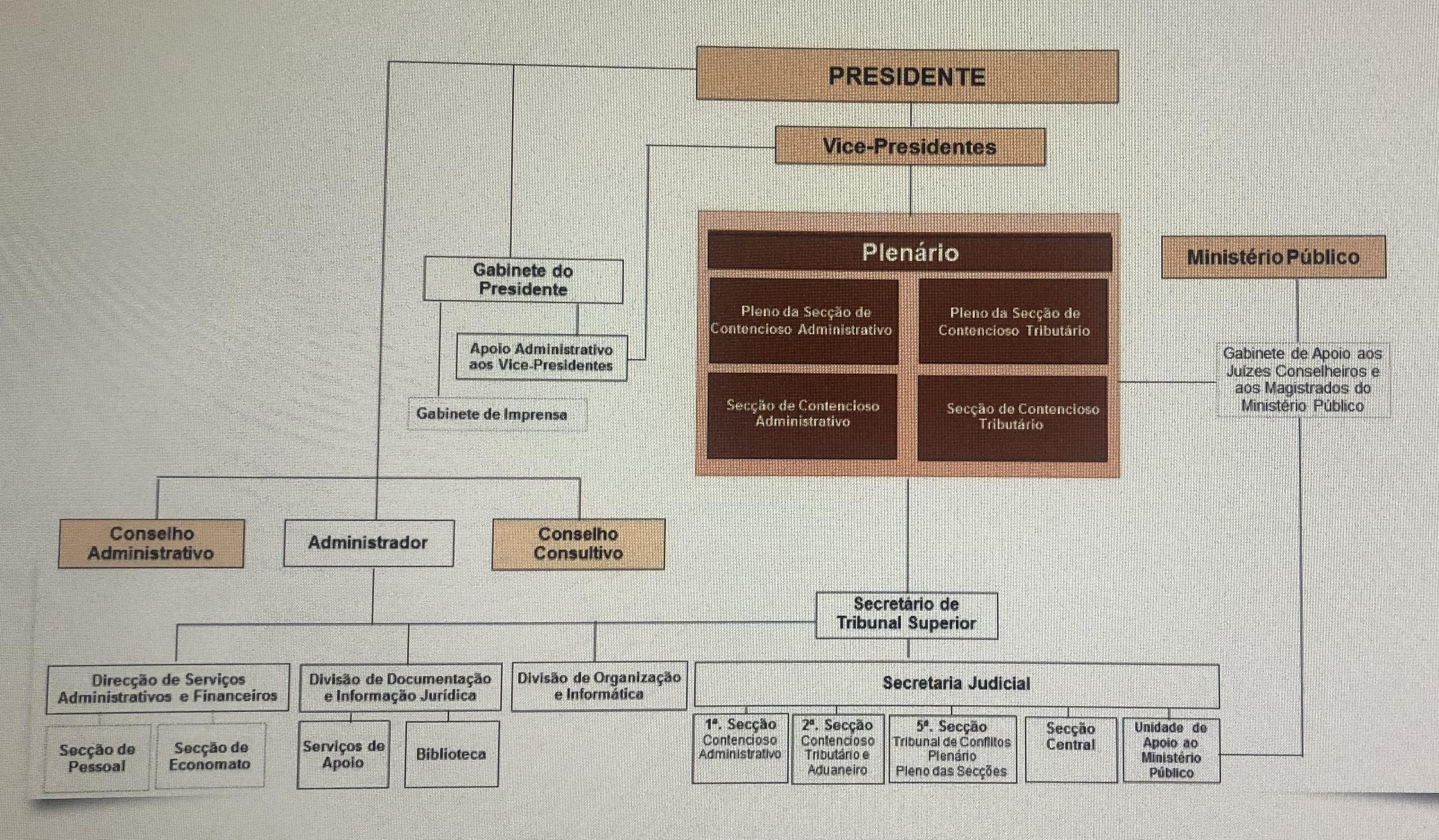
Organograma STA

O plenário do Supremo Tribunal Administrativo é constituído pelo presidente do Tribunal, pelos vice-presidentes e por outros juízes de ambas as secções. 
Compete ao Plenário conhecer dos recursos para uniformização de jurisprudência, quando exista contradição entre acórdãos de ambas as Secções do Supremo Tribunal Administrativo.

## Presidente, vice-presidentes, juízes conselheiros
Os juízes em exercício efetivo de funções no Supremo Tribunal Administrativo elegem, entre si e por escrutínio secreto, o Presidente do Supremo Tribunal Administrativo, que é coadjuvado por dois vice-presidentes, eleitos de modo idêntico, sendo um eleito de entre e pelos juízes da Secção de Contencioso Administrativo, e o outro eleito de entre e pelos juízes da Secção de Contencioso Tributário.
O mandato do Presidente e dos vice-presidentes tem a duração de cinco anos, sem lugar a reeleição.
O Presidente, os vice-presidentes e os juízes do Supremo Tribunal Administrativo têm as honras, precedências, categorias, direitos, vencimentos e abonos que competem, respetivamente, ao Presidente, aos vice-presidentes e aos juízes do Supremo Tribunal de Justiça.

### Composição
| Juízes Conselheiros (fevereiro de 2025)                     | Juízes Conselheiros (fevereiro de 2025)           |
| ----------------------------------------------------------- | ------------------------------------------------- |
| Presidência                                                 | Jorge Miguel Barroso de Aragão Seia (2014)        |
| Vice-Presidência da Secção de Contencioso Administrativo    | Teresa Maria Sena Ferreira de Sousa (2014)        |
| Vice-Presidência da Secção de Contencioso Tributário        | Francisco António Pedrosa de Areal Rothes (2011)  |
| Secção de Contencioso Administrativo                        |                                                   |
| José Augusto Araújo Veloso (2014)                           |                                                   |
| José Francisco Fonseca da Paz (2014)                        |                                                   |
| Suzana Maria Calvo Loureiro Tavares da Silva (2019)         |                                                   |
| Cláudio Ramos Monteiro (2020)                               |                                                   |
| Ana Celeste Catarrilhas da Silva Evans de Carvalho (2023)   |                                                   |
| Pedro José Marchão Marques (2024)                           |                                                   |
| Helena Maria Mesquita Ribeiro (2024)                        |                                                   |
| Ana Gouveia e Freitas Martins (2024)                        |                                                   |
| Catarina de Moura Ferreira Ribeiro Gonçalves Jarmela (2024) |                                                   |
| Antero Pires Salvador (2024)                                |                                                   |
| Frederico Manuel de Frias Macedo Branco (2024)              |                                                   |
| Secção de Contencioso Tributário                            |                                                   |
| Isabel Cristina Mota Marques da Silva (2009)                |                                                   |
| Dulce Manuel da Conceição Neto (2009)                       |                                                   |
| Joaquim Manuel Charneca Condesso (2019)                     |                                                   |
| Nuno Filipe Morgado Teixeira Bastos (2019)                  |                                                   |
| Aníbal Augusto Ruivo Ferraz (2019)                          |                                                   |
| Gustavo André Simões Lopes Courinha (2020)                  |                                                   |
| Pedro Nuno Pinto Vergueiro (2020)                           |                                                   |
| Anabela Ferreira Alves e Russo (2020)                       |                                                   |
| João Sérgio Feio Antunes Ribeiro (2024)                     |                                                   |
| Jorge Alexandre Trindade Cardoso Cortês (2024)              |                                                   |
| Catarina Alexandra Amaral Azevedo de Almeida e Sousa (2024) |                                                   |
| Juízes conselheiros em comissão de serviço                  | Ana Paula Soares Leite Martins Portela (2014)     |
| Juízes conselheiros em comissão de serviço                  | Paulo Filipe Ferreira Carvalho (2019)             |
| Juízes conselheiros em comissão de serviço                  | Paula Fernanda Cadilhe Ribeiro (2020)             |
| Juízes conselheiros em comissão de serviço                  | Fernanda de Fátima Esteves (2023)                 |
| Juízes conselheiros em comissão de serviço                  | Maria do Céu Dias Rosa das Neves (2015)           |
| Juízes conselheiros em comissão de serviço                  | Carlos Luís Medeiros de Carvalho (2014)           |
| Juízes conselheiros em comissão de serviço                  | Maria Benedita Malaquias Pires Urbano (2014)      |
| Juízes conselheiros em comissão de serviço                  | Dora Sofia Lucas Neto Gomes (2023)                |
| Juízes conselheiros em comissão de serviço                  | Sofia Ilda Moura de Mesquita da Cruz David (2023) |
| Juízes conselheiros em comissão de serviço                  | Paulo Heliodoro Pereira Gouveia (2024)            |
| Juízes conselheiros em comissão de serviço                  | Álvaro António Mangas Abreu Dantas (2019)         |
| Juízes conselheiros em comissão de serviço                  | Maria Cristina Flora Santos (2024)                |
| Juízes conselheiros jubilados                               |                                                   |
| Maria Isabel de São Pedro Soeiro (2020–2024)                |                                                   |
| José Gomes Correia (2019–2024)                              |                                                   |
| Liliana Maria do Estanque Viegas Calçada (2023–2024)        |                                                   |
| Adriano Fraxenet de Chuquere Gonçalves da Cunha (2019–2024) |                                                   |
| José da Ascenção Nunes Lopes (2011–2024)                    |                                                   |
| Alberto Augusto Andrade de Oliveira (2002–2023)             |                                                   |
| Lino José Baptista Rodrigues Ribeiro (2011–2023)            |                                                   |
| Maria Cristina Gallego dos Santos (2020–2021)               |                                                   |
| António Bento São Pedro (2010–2019)                         |                                                   |